# Listă de comenzi DOS
Aceasta este o listă a celor mai uzuale comenzi DOS. Lângă fiecare comandă sunt trecute versiunile în care funcționează, efectul comenzii și un posibil echivalent/înlocuitor UNIX. Aceste comenzi se pot scrie atât cu litere mari, cât și cu litere mici, dat fiind că DOS nu ține cont de tipul de caractere folosit. Datorită sintaxei similare, comenzile sunt valabile și pentru CMD, shell-ul standard din Windows NT.

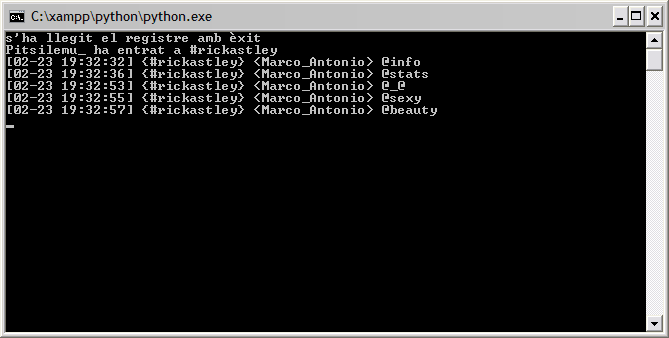
Consola de comandă CMD.exe

## Shell-ul
Prompt-ul standard este de forma:
- Litera partiției
- Directorul curent

Exemplu:
```
C:\DOS>
```

Lansarea într-un program se face în felul urmator scriindu-i numele și apăsând tasta enter
Exemplu:
```
C:\>numeprog.exe
```

Sau a unui program cu ajutorul unui parametru
```
C:\>cale\catre\program.exe p
```

Unde p este parametrul.
Notă: Directorul curent este automat în PATH (spre deosebire de UNIX).

### cd/chdir
cd director / chdir director (change directory) - schimba directorul curent. cd tipărește directorul curent.
```
C:\>cd director
C:\director>_.. reprezintă directorul părinte
```

Comanda funcționează foarte similar cu cea din Unix, cu excepția că cd tipărește directorul curent (echivalentul lui pwd), nu schimbă directorul curent în ~.Comanda este disponibilă din MS-DOS/PC-DOS 2.0

### md/mkdir
md director / mkdir director -> (make directory) creează un director
```
C:\>md director
C:\>cd director
C:\director>_Disponibil din DOS 2.0.
```

Comanda echivalentă în UNIX este mkdir. Diferența este că în UNIX, dacă mkdir primește argumentul -p , poate crea directoare în interiorul altor directoare necreate separate prin /

### schimbarea volumului
X: -> intră în volumul X:
DOS rezervă literele A: și B: pentru unitățile de dischetă, după care asignează câte o literă fiecărei partiții sau unități fizice. Astfel, toate partițiile sunt montate într-un loc fix. Deci, prima partiție de pe hard-disc este de obicei C:
```
C:\>A:
A:\>
```

Nu există echivalent UNIX, în UNIX volumele se montează ca directoare normale, și sunt tratate identic cu acestea.

### copy
Comanda execută copierea unui fișier sau dosar. Trebuie specificată sursa (în exemplu c:\exemplu.txt) și destinația acesteia (în exemplu a:\un_dosar\exemplu.txt). Nu copiază decât un fișier odată.
```
C:\>copy c:\exemplu.txt a:\un_dosar\exemplu.txt
```

Echivalentul UNIX este cp apelat fără niciun parametru. Comanda cp din UNIX este mult mai puternică decât comanda copy de DOS, fiind mult mai puternică și decât xcopy.
Echivalentul din CP/M este pip.
Copy se poate apela și către un device, precum CON (consolă), rezultând în efectul "copiază ce este tastat după apelarea comenzii până la apelarea sfârșitului standard (Ctrl-Z) într-un fișier text", servind așadar ca un editor text rudimentar. Acest lucru se poate face apelând 
```
 copy con fișier
```

În UNIX, același efect se obține cu comanda
```
cp /dev/stdin fișier
```

Diferența este că în UNIX, pentru a termina acest lucru se folosește combinația de taste Ctrl-C în loc de Ctrl-Z.

### cls
cls va avea ca efect ștergerea tuturor rândurilor existente. După executarea comenzii va apărea doar promptul de comandă C:\>, sau oricare altul activ înaintea lansării comenzii. Echivalentul în UNIX este clear.

### ver
ver sau version , afișază tipul și versiunea sistemului de operare (de exemplu "DR-DOS ver 5.001". În sistemele UNIX, uname este folosit pentru obținerea acestei informații (dar oferă în general și alte informații, precum numele sistemului și arhitectura)

### help
help, sau ajutor, oferă ajutor, explicații legate de comenzile sistemului de operare. De multe ori, se poate utiliza și comandă /?, ceea ce va da explicații doar legate de comanda scrisă. Ex.: copy /?. Comanda help există și în UNIX. Pentru a accesa explicații legate de un anumit program, în UNIX se utilizează man numeprogam. Echivalentul la comandă /? în UNIX este comandă --help

### rd/rmdir
rd director/ rmdir director șterge directorul selectat. Este refuzată ștergerea dacă directorul conține fișiere sau alte directoare.
```
C:\>rd c:\txt\director
```

Echivalentul UNIX este rmdir.

### time și date
time afișează sau modifică "ceasul" sistemului de operare. Date afișază și schimbă data sistemului. Modificarea are loc direct în BIOS, DOS nu suportă facilități precum fusuri orare. Efectul ambelor comenzi se poate obține în UNIX prin folosirea comenzii date, cu anumiți parametri.

### ren
ren sau rename, redenumește un fișier sau un dosar. O combinație de copy, ren și del într-un batch script a fost folosită pentru mutarea de fișiere până la DOS 4.0, când a fost introdusă și comanda move. Echivalent în UNIX, mv (pentru redenumirea și mutarea fișierelor).

### move
move cale_inițiala cale_finală. Mută un fișier. Ca și mv în UNIX, doar că move e limitat la un singur fișier în majoritatea implementărilor DOS.

### chkdsk
chkdsk sau check disk, în unele versiuni scandisk, verifică discul, căutând erori, apoi încearcă să le corecteze.

### format
Formatează o partiție DOS pre-existentă sau o dischetă în formatul standard al sistemului de operare (FAT16 sau FAT32). Trebuie ca partiția care va fi formatată să poată fi apelată de MS-DOS (deci să fie ori un disc fizic, ori o partiție FAT). Formatarea șterge toate fișierele existente.

format [options] drive
FORMAT drive: [/V[:label]] [/Q] [/F:size] [/B | /S] [/C]
FORMAT drive: [/V[:label]] [/Q] [/T:tracks /N:sectors] [/B | /S] [/C]
FORMAT drive: [/V[:label]] [/Q] [/1] [/4] [/B | /S] [/C]
FORMAT drive: [/Q] [/1] [/4] [/8] [/B | /S] [/C]
Există și opțiunile /backup și /autotest, care formatează fără să ceară confirmare înainte. Este o comanđă foarte periculoasă, deoarece orice utilizator o poate iniția, DOS nu oferă nici un mecanism de securitate care să prevină execuția ei - accesul timp de câteva secunde la un terminal care rulează DOS este suficient pentru rularea comenzii - ba mai mult, trimiterea unui fișier batch / program malițios care să execute format c: /autotest era un lucru trivial și care putea cauza distrugeri masive.

### edit
Deschide editorul de texte "vizual" inclus in sistemul de operare. Disponibil doar în MS-DOS, și numai de la versiunea 5.0 încolo, este bazat pe editorul oferit în QBasic. Paradoxal, este mai puternic decât Notepad, editorul care, teoretic, îi este succesor, putând edita fișiere mult mai mari și putând gestiona corect fișiere cu sfârșitul de rând în alte formate decât DOS (edit gestionează corect terminațiile CR/LF, CR, și LF, lucru care a fost introdus în notepad abia în 2018). 
În UNIX există foarte multe editoare la linia de comandă, majoritatea oferind mult mai multe funcții decât edit (copy->paste multiplu, colorare de sintaxă și paranteze, indentare, cautare rapidă, editare a mai multe documente în același timp, versionare, etc.). Acestea sunt în general mai puternice chiar și decât editoarele din medii grafice (exemplu : emacs, vi(m)).

### edlin
Editorul standard al MS-DOS (oferit și în FreeDOS), disponibil în MS-DOS 1-5, și în Windows NT. Un editor liniar, fără interfață, în care fiecare linie de text trebuie apelată și editată separat, în baza unor comenzi predefinite. Este foarte dificil de folosit. edlin este disponibil și pentru UNIX.

### type
Afișează conținutul unui fișier.
Echivalentul UNIX este cat

### del/delete
del fișier/ delete fișier  șterge fișierul. Nu șterge directoare.
Echivalentul UNIX este rm

### deltree
deltree - sterge directorul selectat, și toate sub-directoarele lui.
Echivalentul UNIX este rm -r